# 拉什庫夫
拉什庫夫是波蘭的城鎮，位於該國中部，距離卡利什27公里，由大波蘭省負責管轄，面積1.77平方公里，主要經濟活動是商業，2006年人口2,037。
51°43′00″N 17°43′35″E / 51.71667°N 17.72639°E